# Колибівка (зупинний пункт)
Колибівка (біл. Калыбаўка) — пасажирський залізничний  зупинний пункт Гомельського відділення Білоруської залізниці на електрифікованій лінії Гомель — Жлобин між станцією Хальч та зупинним пунктом Металург. Розташований у селі Колибівка Жлобинського району Гомельської області.